# Le Poujol-sur-Orb
Le Poujol-sur-Orb è un comune francese di 1 061 abitanti situato nel dipartimento dell'Hérault nella regione dell'Occitania. Come si evince dal nome, il comune è attraversato dall'Orb.

## Società

### Evoluzione demografica
Abitanti censiti